# Чали махала
Чали махала (гръцки: Μικροκώμη, Микрокоми, до 1927 година Τσαλή Μαχαλέ, Цали махале) е бивше село в Република Гърция, разположено на територията на дем Синтика, област Централна Македония.

## География
Чали махала е било разположено в близост до десния бряг на Бутковското езеро, на юг от Бутково (Керкини) и от заличеното Ложища (Месолофос).

## История

### В Османската империя
През XIX век Чали махала е турско село, спадащо към Сярска каза на Серски санджак. В „Етнография на вилаетите Адрианопол, Монастир и Салоника“, издадена в Константинопол в 1878 година и отразяваща статистиката на населението от 1873 г., Чале махале (Tchale-mahalé) е посочено като селище в Сярска каза с 16 домакинства, като жителите му са 128 мюсюлмани.
В 1891 година Георги Стрезов пише за селото:
| „ | Чали махале, селце на И от Ложища с 40 турски и 5 цигански къщи. Нивя по планината и по полето. | “ |

Според статистиката на Васил Кънчов („Македония. Етнография и статистика“) в 1900 година в Чали махале живеят 120 турци и 50 цигани.

### В Гърция
През Балканската война селото е освободено от части на Седма пехотна рилска дивизия на българската армия, но след Междусъюзническата война от 1913 година остава в пределите на Гърция.